# Тунель Ейзенхауера
Тунель Ейзенхауера, офіційна назва — Меморіальний тунель Ейзенхауера–Едвіна К. Джонсона — двоствольний чотирисмуговий автомобільний тунель на заході Сполучених Штатів, приблизно за 60 миль (97 км) на захід від Денвера, штат Колорадо. Тунель проходить міжштатною автомагістраллю 70 (I-70) під Континентальним вододілом у Скелястих горах. З максимальною висотою 11 158 футів (3401 м) над рівнем моря, це один із найвищих автомобільних тунелів у світі. Тунель є найдовшим гірським тунелем і найвищою точкою в системі автомагістралей між штатами. Відкрита в 1973 році свердловина, що прямує на захід, названа на честь Дуайта Д. Ейзенхауера, президента США, на честь якого також названа міжштатна система. Свердловина на схід була завершена в 1979 році і названа на честь Едвіна К. Джонсона, губернатора та сенатора США, який лобіював будівництво міжштатної магістралі через Колорадо.

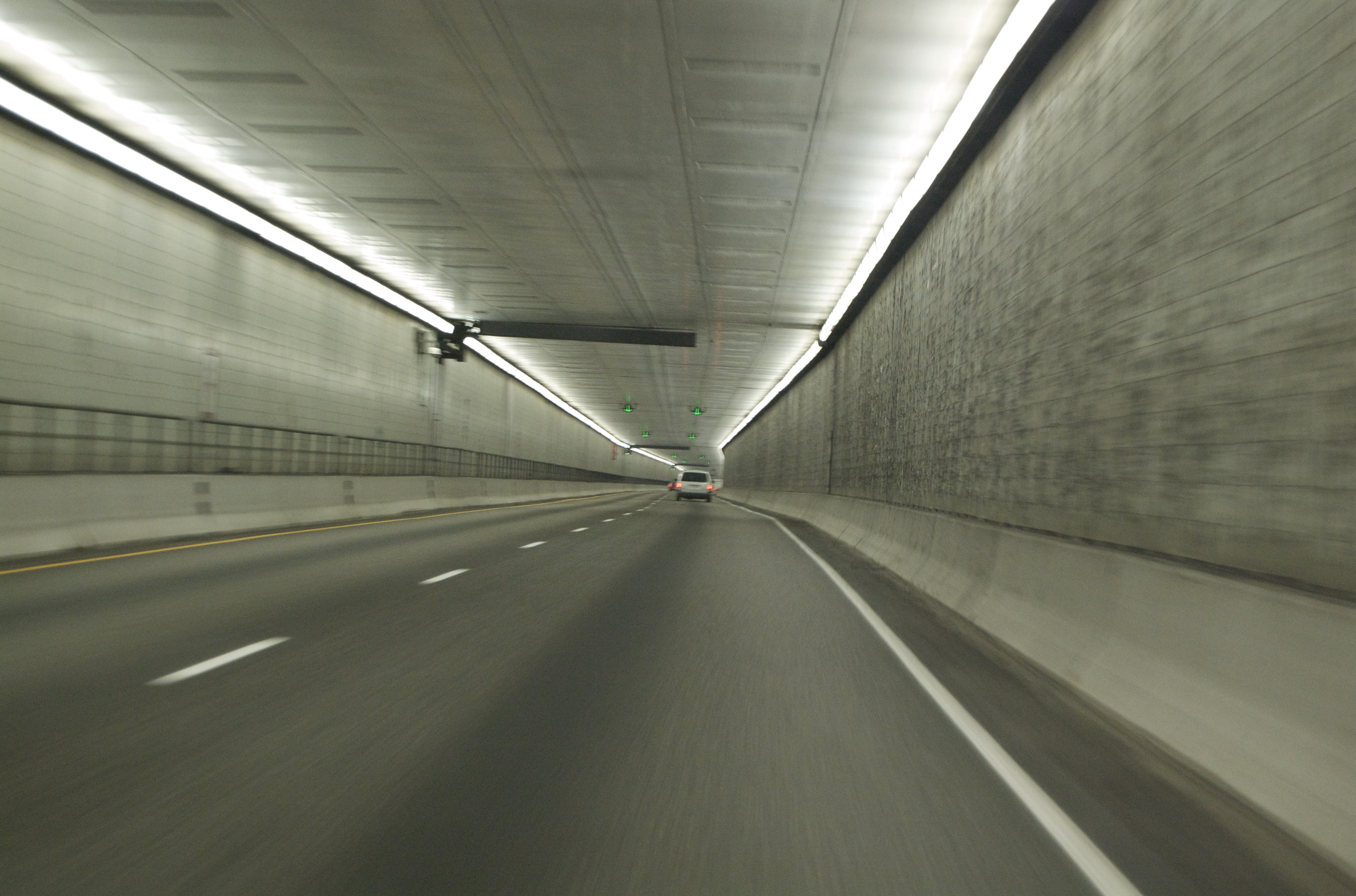
Всередині тунелю в 2008 рік

## Опис
Меморіальна свердловина Ейзенхауера (тунель у західному напрямку) має довжину 1,693 милі (2,72 км), тоді як Меморіальна свердловина Едвіна К. Джонсона (тунель у східному напрямку) має 1,697 милі (2,73 км). Тунелі мають ухил 1,64%, висота східного порталу 11 013 футів (3357 м) і 3401 м (11 158 футів) західного порталу. На момент відкриття це були найвищі автомобільні тунелі у світі.
У той час як тунель Ейзенхауера залишається найвищим автомобільним тунелем у США, з тих пір вищі тунелі були побудовані в інших місцях, наприклад тунель Фенхуошань, залізничний тунель у Китаї. Тунель Ейзенхауера вважається найдовшим гірським тунелем і найвищою точкою на міжштатній системі автомобільних доріг. Розміри отворів тунелю 48 на 40 футів (15 на 12 м). Частина, доступна для громадськості, має прямокутну форму заввишки трохи більше 16 футів (4,9 м). Верхня частина тунелю використовується для примусової вентиляції, а простір під проїжджою частиною використовується для водного транспорту.
Східний портал до тунелю Джонсона має систему вимірювання трафіку, утворену чотирма смугами руху, яким дозволено рух по парах смуг, що чергуються, що контролюється світлофорами.

## Історія
Ідея прокласти тунель під перевалом Лавленд існувала принаймні з 1950-х років. У Вільяма А. Х. Лавленда була ідея прокласти тунель під вододілом у 1867 році, але натомість він побудував фургонну дорогу, яка тепер відома як Лавленд Пасс. Серйозна дискусія почалася, коли штат Колорадо лобіював систему міжштатних автомагістралей, щоб прокласти трансконтинентальне шосе через Колорадо. Після раунду переговорів з представниками штату Юта було вирішено, що найкращим варіантом буде слідувати коридором US Route 6. Інженери рекомендували прокладати тунель під перевалом, а не намагатися побудувати маршрут, який відповідає стандартам міжштатних автострад.

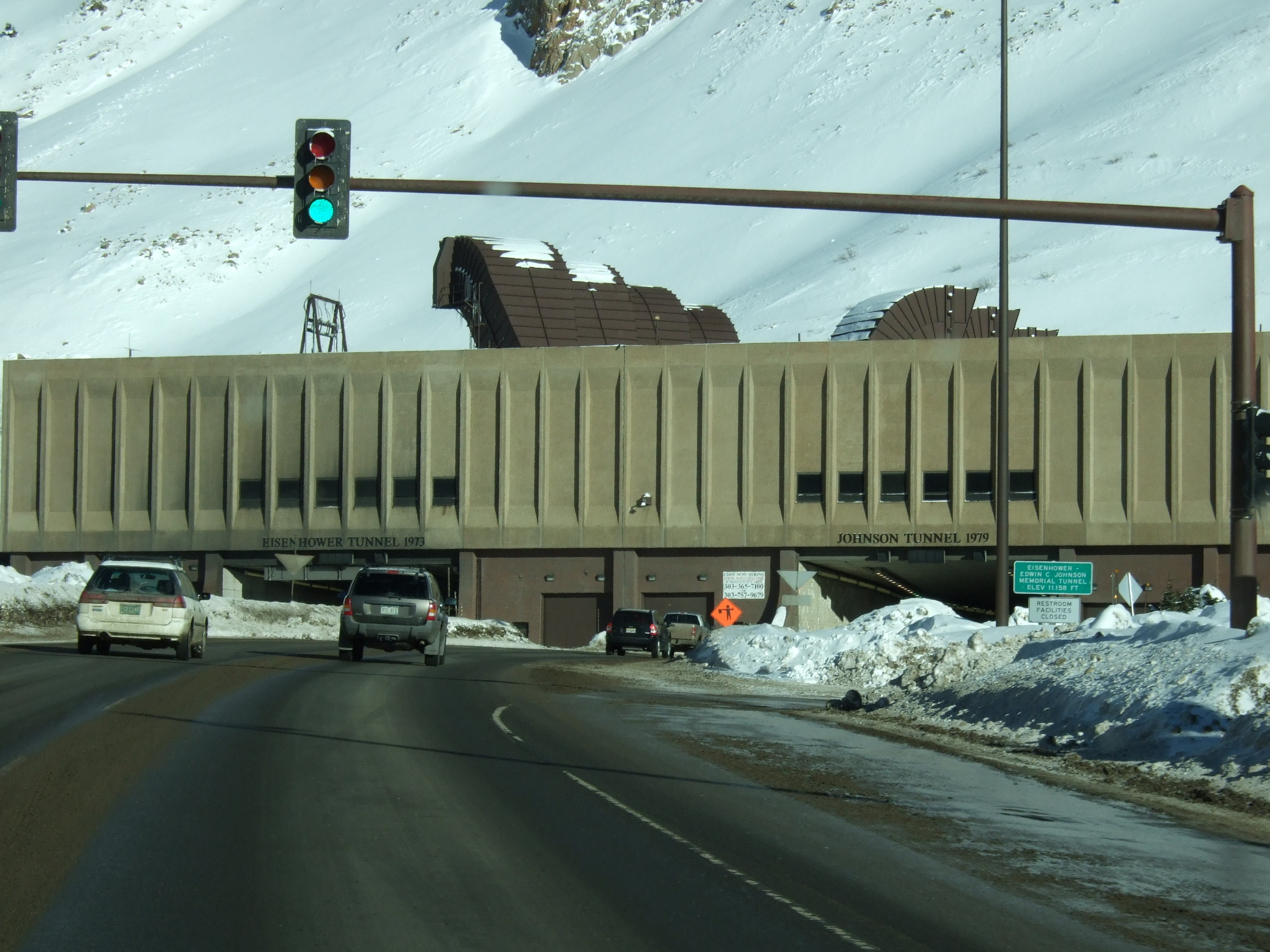
Західний портал тунелю 2010 р. Сигнал світлофора контролюється датчиком висоти вантажівки та диспетчерським персоналом.

Меморіальний тунель Ейзенхауера-Джонсона під час будівництва був відомий як тунель Стрейт-Крік, названий на честь водного шляху, який проходить уздовж західного підходу до тунелю. Перш ніж освятити тунель, його перейменували на честь Дуайта Д. Ейзенхауера та Едвіна К. Джонсона. Оригінальний отвір Pioneer для доступу до двох більших отворів був «пробитий» наприкінці 1964 року, через чотирнадцять місяців. Будівництво першого стовбура тунелю було розпочато 15 березня 1968 року. Роботи по будівництву зазнали багатьох невдач, і проект пройшов добре в часі та бюджеті. Однією з найбільших невдач було виявлення ліній розломів на шляху тунелю, які не були виявлені під час пілотних бурінь. Перший будівельний підрядник збанкрутував, викопуючи породу в цій зоні розлому. Ці розломи почали сповзати під час будівництва, і довелося вжити надзвичайних заходів, щоб захистити тунелі та працівників від обвалів і обвалів. Незважаючи на всі зусилля інженерів, троє робітників загинули під час буріння першої труби та четверо під час буріння другої.

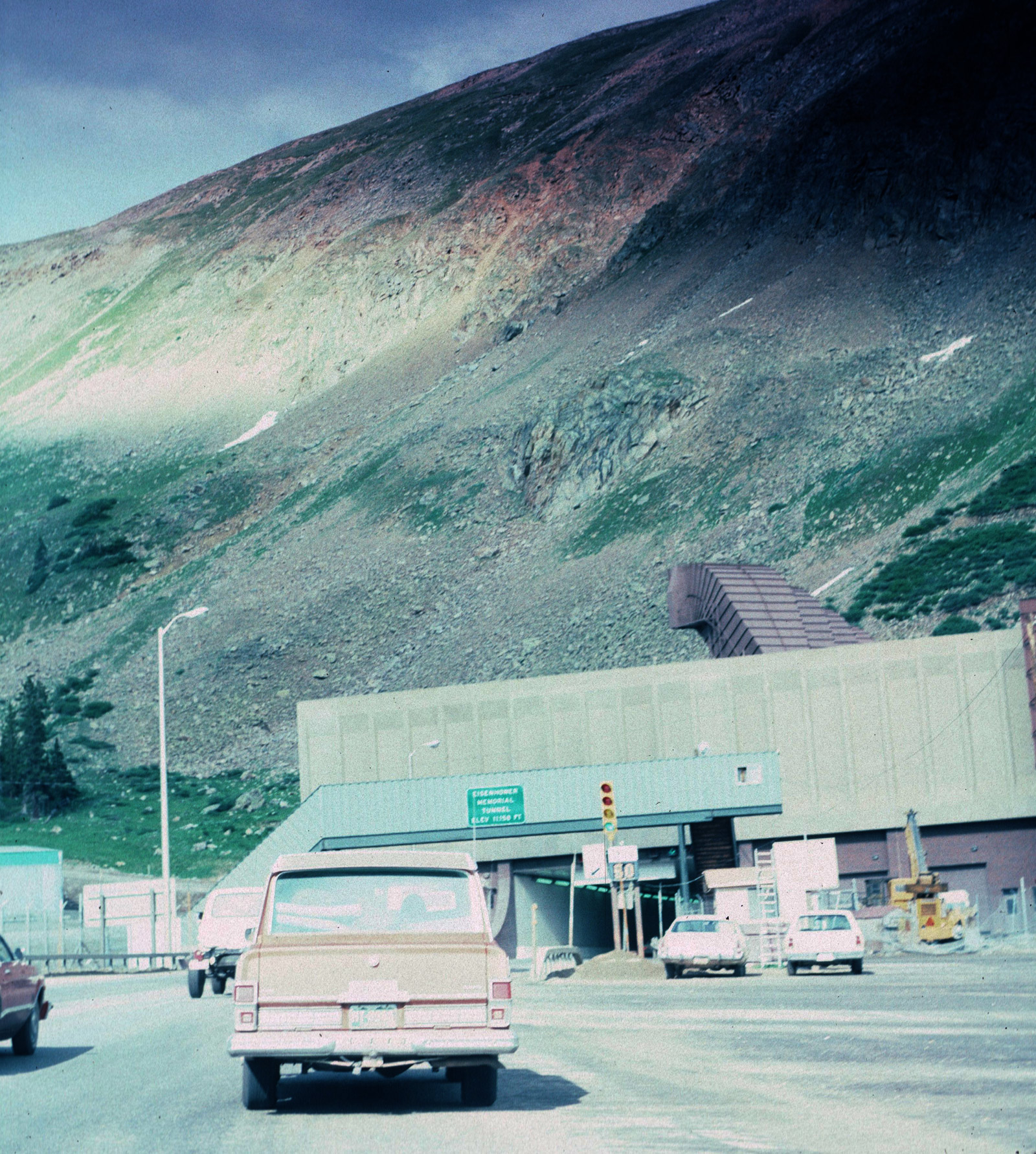
Західний портал влітку 1978

### Авіакатастрофа під час будівництва
У п'ятницю, 2 жовтня 1970 року, під час будівництва тунелю робітники, які будували тунель, були одними з перших на місці авіакатастрофи, яка сталася менш ніж за 2 милі (3 км) на північний схід від східного порталу. Чартерний літак Martin 4-0-4, один із двох, на борту якого перевозилася футбольна команда коледжу Університету штату Вічіта, розбився на північ від шосе (39,6935°N 105,8825°W). З 40 пасажирів і членів екіпажу, які перебували на борту, вижили лише дев'ятеро. Команда прямувала на гру з Університетом штату Юта в Логан і нещодавно заправлялася в Денверському міжнародному аеропорту Степлтон. Літак зі стартовими командами вилетів з Денвера та проїхав погано спланованим мальовничим маршрутом. Інший літак із резервними гравцями слідував початковим маршрутом і благополучно приземлився в Логані.